# USS Charles J. Badger (DD-657)
El Badger fue uno de los 175 destructores de la clase Fletcher construidos para la Armada de los Estados Unidos durante 1942 y 1944 para servir en la Segunda Guerra Mundial. La clase Fletcher fue uno de los diseños de naves más exitoso por su desempeño en combate. Puesto en servicio el 23 de julio de 1943 con el nombre de USS Charles J. Badger (DD-657) participó en el frente japonés durante la Guerra Mundial y en la guerra de Corea. En 1966 fue vendido a Chile donde sirvió como fuente de repuestos de los destructores Blanco Encalada y Cochrane . Conservó el nombre de Badger.

## Características
En 1941 la Armada de los Estados Unidos comenzó a construir una flota de destructores grandes para enfrentar a los destructores japoneses "tipo especial" que habían entrado en servicio hacia ya más de una década. Estos 175 destructores fueron los más exitosos de los destructores americanos: rápidos, amplios, capaces de absorber enorme castigo y seguir luchando. Terminada la Segunda Guerra Mundial, más de 14 armadas extranjeras adquirieron estas naves cuya imagen fue familiar en todo el mundo hasta la década de 1990.
Fue lanzado al agua el 3 de abril de 1943 en el astillero Bethlehem Steel Co., Staten Island, N.Y. y puesto en servicio activo el 23 de julio de 1943. Su desplazamiento era 2050 toneladas, eslora de 110 metros, manga de 12 metros y calado de 5,4 metros. Desarrollaba una velocidad máxima de 37 nudos. Su armamento consistía en 5 torres simples de 5" doble propósito, 10 ametralladora de 40 mm., 7 ametralladora de 20 mm., 10 tubos para torpedos de 21", 2 deslizadores para cargas de profundidad y 6 morteros para lanzarcargas de profundidad.

## Servicio en la US Navy

### Durante la Segunda Guerra Mundial
1943-1945
Arribó a San Francisco el 30 de noviembre de 1943 para operar en el Pacífico. El 17 de diciembre se presentó en Adak, en medio de las tormentosas aguas de las islas Aleutianas donde efectuó operaciones de patrulla y escolta hasta agosto de 1944. El 8 de agosto zarpó hacia Manaus, recalando en San Francisco y Pearl Harbor, donde se unió a un convoy de asalto y el 14 de octubre regresó a las Filipinas.
El 20 de octubre protegió con fuego antiaéreo a los transportes durante el desembarco en Dulang, Leyte. En la víspera de la batalla del golfo de Leyte escoltó a los transportes que retornaban a Nueva Guinea, regresando a mediados de noviembre a Leyte escoltando a los convoyes con refuerzos. En diciembre se presentó en el golfo de Huon, Nueva Guinea, para ensayar los desembarcos que se efectuarían en Lingayen hacia donde zarpó el 27 de diciembre. El 8 de enero de 1945 cuando la fuerza entró al golfo de Lingayen fue atacada por kamikazes japoneses, uno de los cuales se estrelló en el portaaviones escolta USS Kitkun Bay (CVE-71). El 9 de enero comenzó el desembarco y dos días después escoltó al portaaviones averiado hasta la bahía de San Pedro. El 29 de enero de 1945 apoyó el desembarco de las tropas en la costa de Zambales al norte de Bataan.
Después de un tiempo en Ulithi regresó a Leyte para ensayar los desembarcos de Kerama Retto, fase preliminar del asalto de Okinawa. Arribó a la cuadra de Retto el 26 de marzo para proteger el desembarco que tomó a los japoneses por sorpresa, pero estos rápidamente comenzaron con los ataques aéreos suicidas durante los cuales el Badger cooperó en derribar un kamikaze. Cuando comenzaron los desembarcos en Okinawa, tomó ubicación de apoyo del flanco sur del desembarco. El 7 de abril se unió a la fuerza que se dirigía al norte en busca de los restos de la fuerza naval japonesa, pero el exitoso ataque de la aviación de los portaaviones hundieron al Yamato, un crucero escolta y a 4 destructores antes que la fuerza americana tomara contacto con ella.
El Badger continuó con el fuego de apoyo naval y en la mañana del 9 de abril un avión japonés lanzó una bomba de profundidad cerca del buque, la explosión golpeó al Badger y lo dejó sin máquinas y le causó una gran avería en el casco. Una vez controladas las inundaciones fue remolcado hasta la rada de Kerama Retto. Luego de unas reparaciones de emergencia se dirigió a Bremerton, Washington para ser reparado, puerto al que arribó el 1 de agosto de 1945.
El Badger recibió cinco estrellas de combate por su actuación durante la guerra.

### Período posguerra mundial
1946
El 21 de mayo de 1946 fue puesto fuera de servicio entrando a la reserva en Long Beach, California.

### Durante la guerra de Corea
1951-1953
El Badger fue puesto en servicio nuevamente el 10 de septiembre de 1951 y en febrero de 1952 arribó a su nuevo puerto base, Newport, Rhode Island. Operó a lo largo de la costa Este y el Caribe, manteniendo y prestando servicios de entrenamiento a otros tipos de naves. Cruzó por primera vez el Atlántico entre el 9 de junio y el 23 de julio de 1953 visitando Portsmouth, Inglaterra, en compañía de dos portaaviones y otros destructores.

### Período posguerra de Corea
1954-1957
El 7 de diciembre dejó Newport para realizar la primera parte de un viaje alrededor del mundo que lo llevó a operar por dos meses en el patrullaje a la cuadra de la costa de Corea y los estrechos de Taiwán. Escoltó a los transportes que llevaron de Inchon a Taiwán a prisioneros de guerra que habían elegido plegarse a la China Nacionalista y tomó parte en operaciones de entrenamiento a la cuadra de Japón hasta el 22 de mayo de 1954, fecha en que continuó su viaje alrededor del mundo visitando Hong Kong, Singapur, Colombo, Aden, Puerto Said, Nápoles, Villefranche-sur-Mer y Lisboa habiendo cruzando el canal de Suez y a través del Mediterráneo hasta Newport donde arribó el 17 de julio.
A comienzos de 1956 y a fines de 1957 comienzos de 1957 efectuó dos viajes con la Sexta Flota al Mediterráneo, durante el segundo viaje efectuó patrullajes de vigilancia durante la crisis de Suez. El Badger fue puesto fuera de servicio y entró a la reserva en Boston el 20 de diciembre de 1957.

## Servicio en la Armada de Chile
Adquirido en cumplimiento el 10 de mayo de 1974, como fuente de repuestos para los DD. Cochrane y Blanco Encalada.
Sirvió como pontón en Talcahuano. Dado de baja, fue enajenado.